# 我去2000年
《我去2000年》是中国大陆歌手朴树的首张个人专辑，于1999年1月在中国大陆发行。2001年7月在台湾发行CD+VCD版，其中作为主打歌的《那些花儿》被重新编曲及重新演唱，并补拍了全新的MV,后被范玮琪加上英文歌词并翻唱，收录于专辑《真善美》中；旅途被郭富城翻唱，收录于《旅途·愉快》这专辑中；New Boy被于光中改歌词及歌名成Happy Tune翻唱，收录于李心洁專輯《第三代李心潔 裙擺搖搖》专辑。
2003年11月中国大陆重新发行“珍藏版”，CD在原台湾版的基础上新增《九月》和《火车开往冬天》两首歌曲。
2016年9月台湾再版发行NEW XRCD版，11月发行LP黑胶唱片版。

## 曲目
1. NEW BOY
2. 妈妈,我...
3. 在希望的田野上
4. 那些花儿
5. 我去2000年
6. 旅途
7. 别,千万别
8. 白桦林
9. 活着
10. 召唤
11. 九月 (2003珍藏版Bonus Track)
12. 火车开往冬天 (2003珍藏版Bonus Track)